# Rudolf Pfnor
Rudolf Pfnor, dit aussi Rodolphe Pfnor, né le 24 mai 1824 à Darmstadt et mort le 30 janvier 1909 à Paris 13e, est un graveur et architecte franco-allemand, spécialisé dans la gravure sur acier.

## Biographie
Rudolf Pfnor, né en 1824 à Darmstadt, est élève de Rauch à Berlin et de Louis Visconti à Paris.
Il travaille en France et obtient la nationalité française. Il expose pour la première fois au Salon en 1852. Il reçoit une médaille en 1881 et devient sociétaire du Salon des artistes français. Il réalise un plan de Paris orné de seize vues d'hôpitaux, pour l'ouvrage d'Heinrich Ludwig Meding (de), Essai sur la topographie médicale de Paris. Examen général des conditions de salubrité dans lesquelles cette ville est placée.
Rudolf Pfnor meurt en 1909 à Paris.

## Gravures extraites de ses travaux

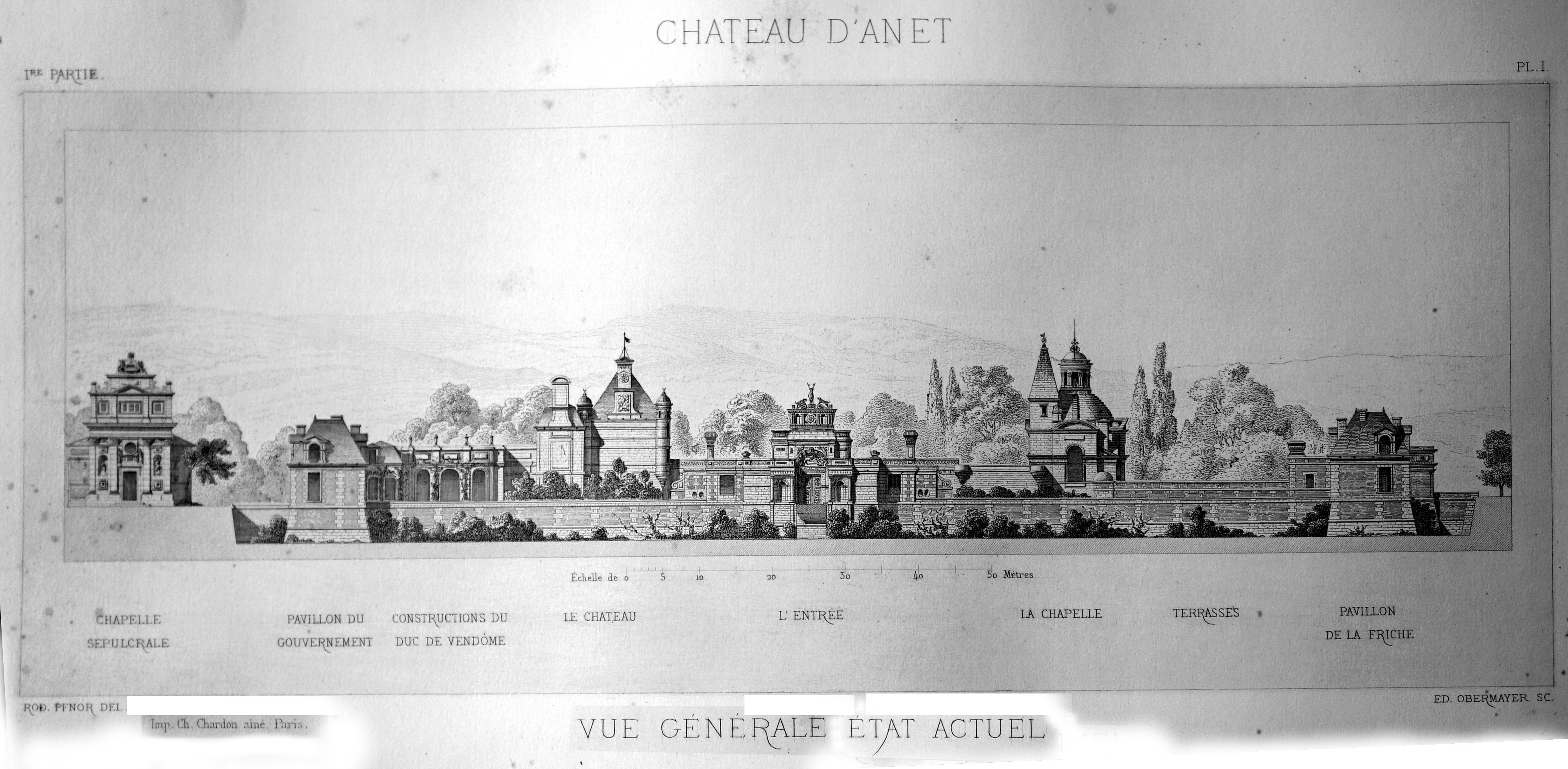
Monographie du château d'Anet.
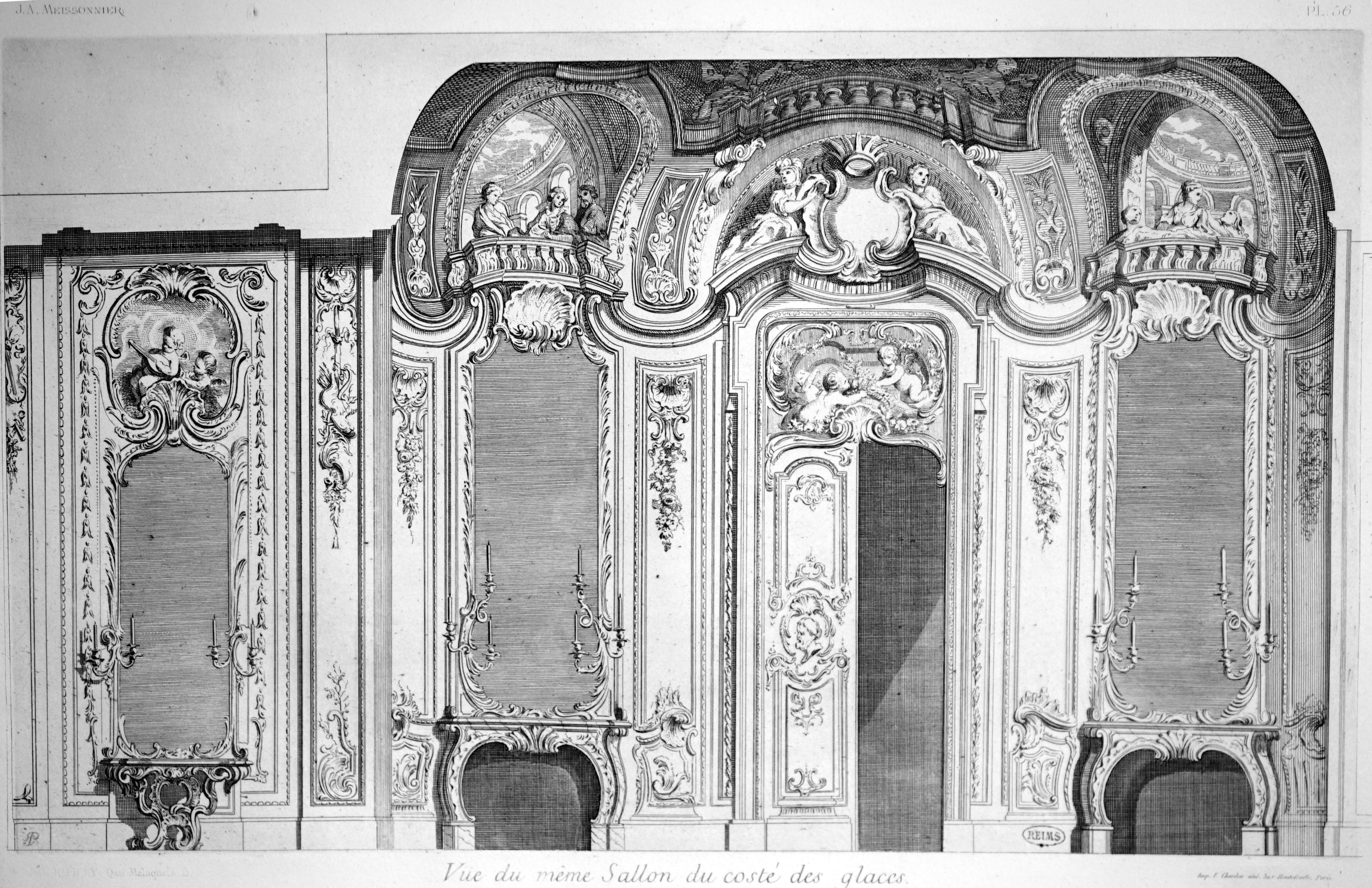
De son Ornementation des appartements, projet de salon de la princesse Sartorwski.
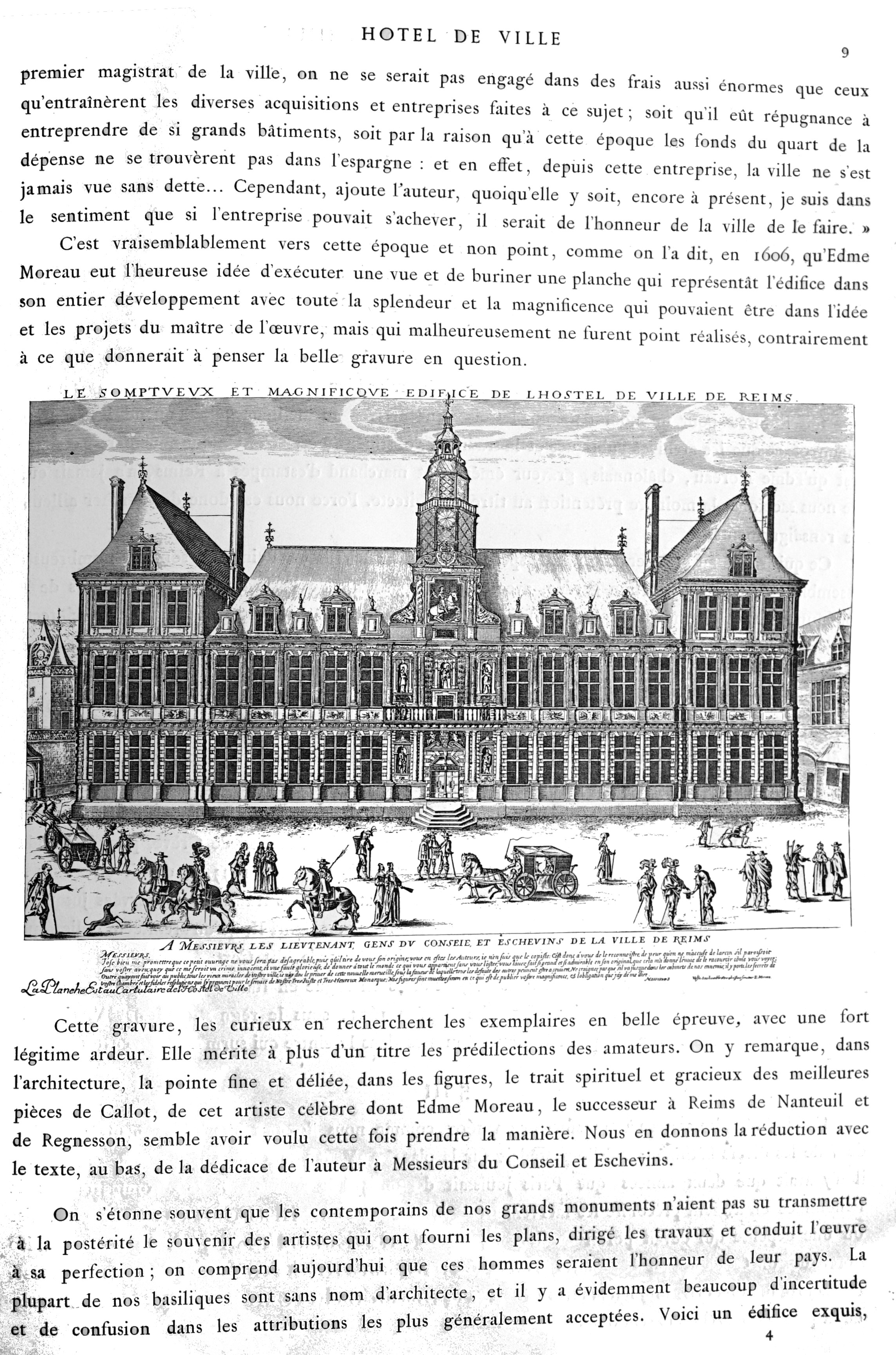
De son Monuments historiques de Reims l'Hôtel de ville de Reims.
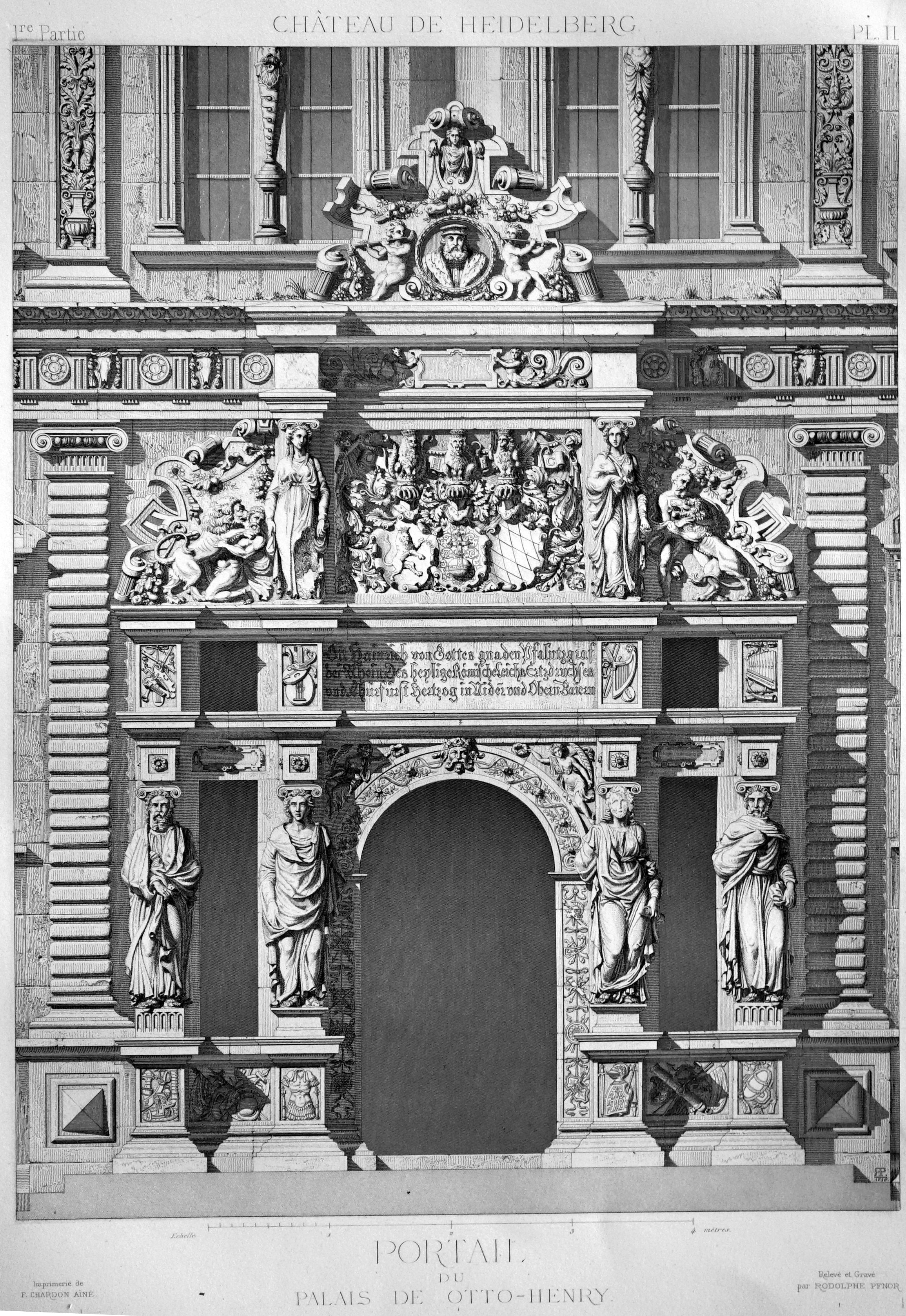
Monographie du Château de Heidelberg.